# Famille des Vaux
Pour les articles homonymes, voir Vaux.
 (mars 2025).
La famille des Vaux est une famille du duché de Mayenne, originaire de Champéon et devant son nom au château des Vaux.

## Histoire
Dom Lobineau dans son Histoire de Bretagne parle d'un Radulphe des Vaux en 1100. André René Le Paige pense qu'il était le père de Roland des Vaux qui vivait en 1117.
Guillaume des Vaux vend une dîme au chapitre du Mans, dans la paroisse d'Aron, 1264.
Au XIVe siècle et au XVe siècle, ses membres sont de toutes les montres de gendarmes et dans tous les combats. Jean, Gervais, Geoffroy se rencontrent à Avranches, à Paris, à Dol-de-Bretagne, à Angers, à Pontorson (1379, 1380), sous les ordres de Bertrand Du Guesclin ou de ses lieutenants. Geoffroy (1380), Jean (1386), Guyot (1392), Pierre (1413), Geoffroy (1418), André (1425) commandent des compagnies d'écuyers.
Jean des Vaux, lit-on dans un mémoire de 1423, qui est noble chevalier, de grand et notable lignée... pour sa vaillance ordonné capitaine du chastel et place de Mayne, ... résista vaillamment contre les ennemis et les a fort guerroyés, par espécial à la journée de Baugé où vaillamment se porta et fut fort navré, et depuis à une destrousse d'Angloiz où furent morts VIxx sur la place ;... et ses pères et aïeul avoient en leur temps eu la garde de la place de Mayne.[réf. nécessaire]
Jean II des Vaux, seigneur de Poulay et de Montreuil, fils de Guillaume II des Vaux et de Marguerite des Roches-Baritault. Il épousa Marie de Benoit, dame de Lévaré et du Bois-Brault. Il est au Siège de Laval en 1428, où il signe la capitulation. Il accompagne en 1429 le roi Charles VII de France lors de la Chevauchée vers Reims.
Au milieu du XIVe siècle, Guillaume des Vaux bâtit et fonda à Fontaine-Daniel une chapelle destinée à servir aux sépultures de la famille.
Foulques, fils de Jean des Vaux et de Marie de Mathefelon, est abbé d'Évron de 1399 à 1404, et prieur de Changé.
Guillaume des Vaux rappelle, en 1455, que Samson des Vaux, son père, a été prisonnier des Anglais.
Les branches qui sortent du tronc principal des Vaux et de Levaré sont nombreuses : Vaudemusson, la Tour-Emond, le Bois-Brault, l'Oresse, Dureil, la Juvaudière, etc.
Guillaume des Vaux, sieur du Bois-du-Pin, fut député de la noblesse aux États de Blois, 1576. Gilles des Vaux est qualifié par César Egasse du Boulay humanissimus inter Cemanos.[réf. nécessaire]

## Armoiries
Les armes de la famille, telles qu'on les releva dans la chapelle familiale à Fontaine-Daniel, étaient à pied d'argent, chef de sable, dessus un lyon rampant à pied de sable c'est-à-dire : coupé de sable et d'argent, au lion de l'un en l'autre.[réf. nécessaire]
Les armes enregistrées dans l'Armorial général de France sont : coupé d'argent et de sable, au lion de l'un en l'autre armé et lampassé de gueules.,

## Personnalités
- Foulques, abbé d'Évron (1399-1404) et prieur de Changé.